# Marque de palatalisation
La marque de palatalisation ‹ ◌҄ › est un diacritique de l’diacritique de l’alphabet cyrillique utilisé dans les manuscrits anciens. Elle indique la palatalisation de la consonne au dessus de laquelle elle est suscrit. Elle n’est pas à confondre avec la kamora (brève inversée).

## Utilisation
La marque de palatalisation indique la palatalisation de la consonne qu’elle modifie, par exemple ‹ избавитєл҄ь › « rédempteur », avec une el ‹ л › palatalisé [lʲ].